# آدریانا کرناچووا
آدریانا کرناچووا (اسلواکی: Adriana Krnáčová؛ زادهٔ ۲۶ سپتامبر ۱۹۶۰) تاجر و سیاستمدار اهل کشور جمهوری چک است. او اصالتاً اهل کشور اسلواکی است. او از نوامبر ۲۰۱۴ تا نوامبر ۲۰۱۸ شهردار پراگ بود و اولین زنی بود که در این سمت خدمت کرد. کرناچووا قبل از اینکه شهردار پراگ شود، رئیس شعبه جمهوری چک شفافیت بین‌الملل بود و همچنین برای مدت کوتاهی معاون وزیر کشور در امور اداری دولتی در دولت جمهوری چک بود.